# Dorfkirche Alt Sammit
Koordinaten: 53° 39′ N, 12° 14′ O
Die evangelische Dorfkirche Alt Sammit befindet sich mitten in Alt Sammit, einem Ortsteil der Stadt Krakow am See im Landkreis Rostock in Mecklenburg-Vorpommern.

## Geschichte

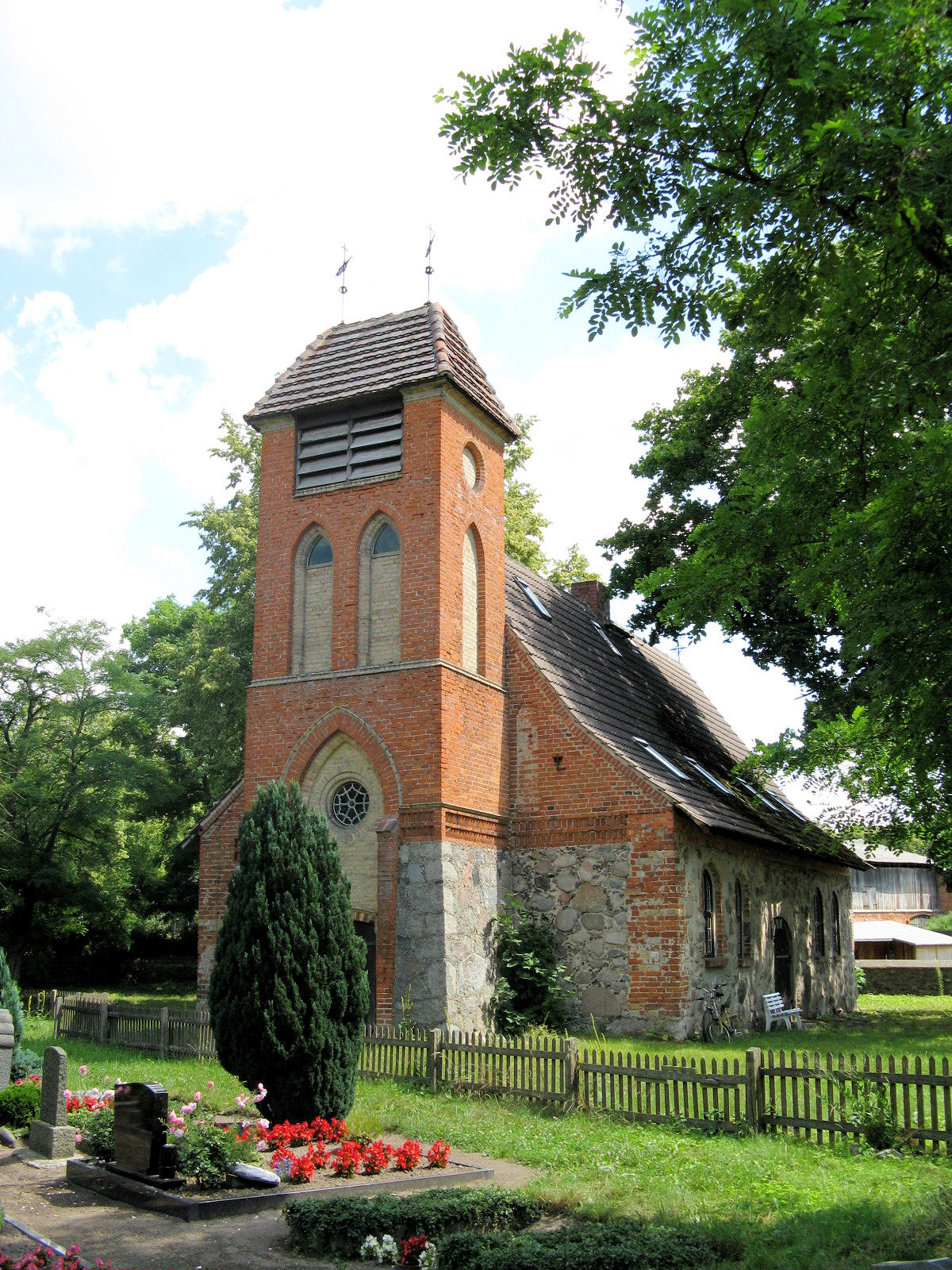
Kirche Alt Sammit (2009)

Am 15. Dezember 1274 wurde Sammit erstmals urkundlich erwähnt. Nikolaus von Werle und seine Söhne Heinrich und Johann erweiterten das Privileg des Klosters Dobbertin 1237 mit drei Hufen in Sammit.
Bereits im 15. Jahrhundert besaßen die von Weltzien das Dorf und Gut und behielten es bis Ende des 18. Jahrhunderts. Auch die Sammiter von Weltzien waren mit dem Kloster Dobbertin eng verbunden, denn schon vor 1409 wurde Adelheid von Weltzien als Nonne erwähnt und war bis 1428 Priorin des Klosters. Nach der Reformation, ab 1572 nun als adliges Damenstift, war Elenore von Weltzien von 1818 bis 1822 als Priorin die Stellvertreterin des Konvents.
Die Turmhügelburg, die Kapelle und das Dorf wurden im Dreißigjährigen Krieg von den Schweden 1638 ausgeplündert und zerstört. 1649 war der Ort noch als wüst und verlassen bezeichnet worden. Nach 1650 begann unter Daniel von Weltzien und seiner Frau Ilsabe der Wiederaufbau im Dorf Sammit. An der damals wichtigsten Wegekreuzung des Sammiter und Bossower Forstreviers, dem Grünen Jäger, ließ Alexander von Weltzien 1693 einen Krug in den Dannen erbauen. 1758 erfolgte die Vereinigung der Pfarre Alt Sammit mit der Pfarre zu Krakow.
1853 gab es neben dem Gut und der kleinen Kirche noch eine Schule und eine Schmiede im Dorf.

## Baugeschichte

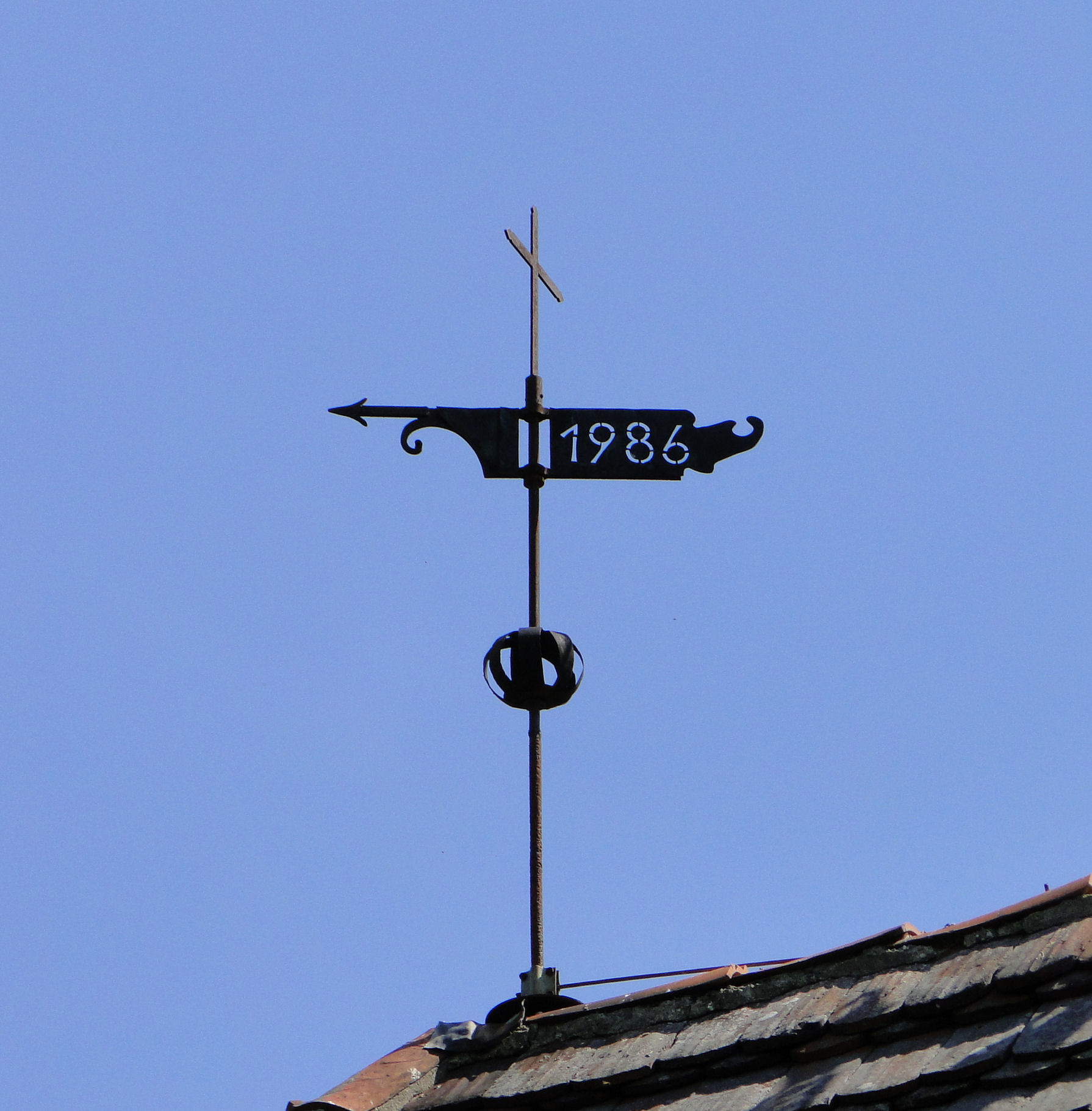
Wetterfahne mit Jahreszahl 1986 auf dem Kirchturm (2011)

Am Fuße des Schleusenberges soll einst die erste Kapelle derer von Weltzien gestanden haben. Die wohl aus der zweiten Hälfte des 15. Jahrhunderts stammende Sammiter Filialkirche war mit der Mutterkirche zu Krakow verbunden. Der Reformator Johann Babe vermochte sich in Krakow nicht durchzusetzen und führte die Reformation 1541 unter dem Schutz derer von Weltzien daher von Sammit aus durch.
Während des Dreißigjährigen Krieges wurde 1638 auch die Kirche zerstört und nach 1650 durch Daniel von Weltzien wieder aufgebaut. Sie hatte keinen Turm, nur einen freistehenden hölzernen Glockenstuhl. 1674 dann neu geweiht, war sie noch bis 1794 Begräbnisstätte der Familien von Weltzien. Die Familiengruft sollte 1917 nach einem Entwurf derer von Weltzien an der Nordseite der Kirche erneuert werden, wurde aber abgerissen.
Nach dem Denkmalschutzgesetz vom 5. Dezember 1929, Seite 309 hatte man auch die Kirche in Alt Sammit 1930 als Baudenkmal unter Denkmalschutz gestellt.
Durch einen umgestürzten Baum war im Mai 1944 die Nord-Ost-Seite und das Dach der Kirche stark zerstört worden, dass auch die Decke und die darunter befindliche Sakristei in einen Grümpelhaufen verwandelt wurden.
Um 1960 war die Kirche so baufällig, dass sie bauaufsichtlich gesperrt werden musste und das Inventar vorsorglich ausgelagert wurde. 1979 brach dann der Dachstuhl des Langhauses zusammen, zerschlug dabei die Holzbalkendecke und das Mauerwerk. Lange Zeit blieb die Ruine ein Schandfleck im Dorf, bis sich 1984 der LPG-Vorvorsitzende beim neuen Ortspastor, dem Oberkirchenrat in Schwerin und beim Rat des Kreises in Güstrow über die Kirche als Ruine und den Friedhof als Urwald öffentlich beschwerte. Mit dem ersten Ortstermin bildete sich eine seltsame Allianz. Der Bürgermeister von Krakow, der Direktor des Volkseigenen Gutes und der LPG-Vorsitzende auf der einen Seite. Auf der anderen der Kirchenälteste von Alt Sammit, der Kirchliche Baubeauftragte und der Pastor. Es wurde gemeinsam beschlossen, den Wiederaufbau der Kirche in Angriff zu nehmen. In der Vereinbarung stand auch: Die LPG würde mit allen Kräften den Wiederaufbau unterstützen. Dafür dürfen später sozialistische Beerdigungen im hinteren Raum der Kirche stattfinden, das Kreuz an der Wand soll nicht mit einem roten Tuch, wie in Krakow üblich, verhängt werde. Um die Leistungen der LPG für den Kirchenbau zu rechtfertigen, wurde in der Vereinbarung die volle Nutzung des hinteren Kirchenraumes für weltliche Beerdigungen festgeschrieben.
Mit dem Wiederaufbau der Kirchenruine wurde trotz Mangelwirtschaft 1984 begonnen.
Dazu gehörte neben viel Einfallsreichtum auch eine Portion Bauernschläue. Nach Beräumung der Kirchenruine und des Friedhofs übernahm die Baubrigade des Volkseinen Gutes den Weiterbau. Die Mauersteine kamen irrtümlich von der Bäuerlichen Handelsgenossenschaft aus Krakow. Wegen fehlender Holzbalken wurde die Decke mit Betonbalken und Füllkörpern aus dem Wohnungsbauprogramm für das in der DDR übliche Einheitshaus EW 65 hergestellt. Die Dachbinder stammten aus dem Eigenheimprogramm und als Dachziegel mussten die handelsüblichen Betondachsteine genommen werden. Den Gemeindemitgliedern des Alt Sammiter Kirchengemeinderates mit dem kirchliche Baubeauftragte Bent Böhnke aus Güstrow und dem LPG-Vorsitzenden Werner Marbach war es gelungen, auch den nun sehr schlichten Innenraum so herzurichten, dass schon im Sommer 1987 die Kirche durch den Schweriner Oberkirchenrat Schulz wieder eingeweiht wurde. Ob die spätere Absetzung des LPG-Vorsitzenden damit im Zusammenhang stand, war nicht zu erfahren.
Diese Gemeinschaftsleistung eines Dorfes zu DDR-Zeiten wurde 1990 mit einem Diplom der EUROPA NOSTRA und dem Europa-Nostra-Preis geehrt.
Nach 1990 erfolgte der weitere Ausbau des Dachgeschosses zu einem Jugendgemeindezentrum mit Wanderquartier für Jugendgruppen.

## Baubeschreibung

### Äußeres
Die Kirche ist ein schlichter Feldsteinbau auf der Grundform eines länglichen Vierecks aus dem 13. Jahrhundert und hatte ursprünglich einen Ostgiebel aus Fachwerk. Das Innere bildet mit der flachen Holzdecke einen geschlossenen Raum. Ihre Lichtöffnungen haben die Form viereckiger Fenster in Rundbogennischen. Die fast noch romanischen Bogenformen stammen sicherlich aus der Zeit um 1300.
Die ursprünglich turmlose Kirche erhielt 1863 einen schlanken Ziegelturm mit Walmdach, der an der Westseite vorgesetzt wurde. Dabei wurden die Fenster und Giebeldreiecke verändert. Der Eingang auf der westlichen Turmseite ist mit einem zurückgesetzten übergroßen Spitzbogen ausgebildet worden. Das untere Turmgeschoss sowie die Nord- und Südseite des Kirchenschiffes sind mit behauenen Granitsteinen ausgeführt worden. Das obere aus Ziegeln gemauerte Turmgeschoss hat schlanke zurückgesetzte Spitzbogennischen. Die Schallluken schließen an das Gesims des Turmdaches an. Die etwas derben hölzernen Sprossenfenster im Rundbogenstil an der Nord- und Südwand und die Rundbogentür an der Südwand wurden 1986 eingebaut.
1811 besaß Alt Sammit noch einen hölzernen Glockenstuhl mit zwei Glocken. Die größere war ohne Inschrift, die kleinere von 1863 wurde von P. M. Hausbrandt in Wismar umgegossen. Eine der beiden Glocken hatte den Namen Maria. Beide wurden zu Kriegszwecken eingeschmolzen. Heute läutet im Turm eine 1984 in Glockengießerei Apolda gegossenen Bronzeglocke mit der Inschrift Ich bin bei Euch alle Tage 1985.

### Inneres

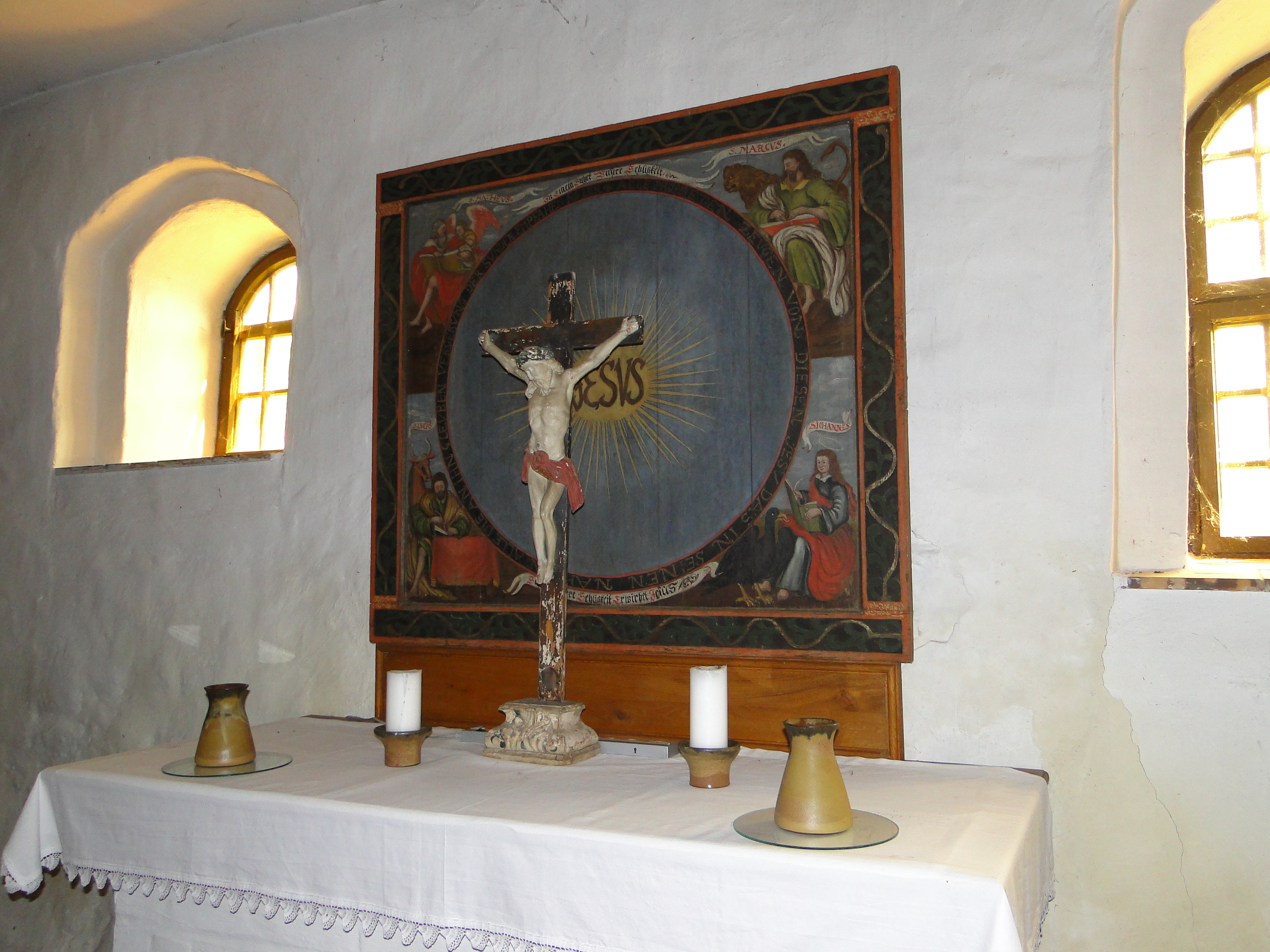
Altarbild (2001)

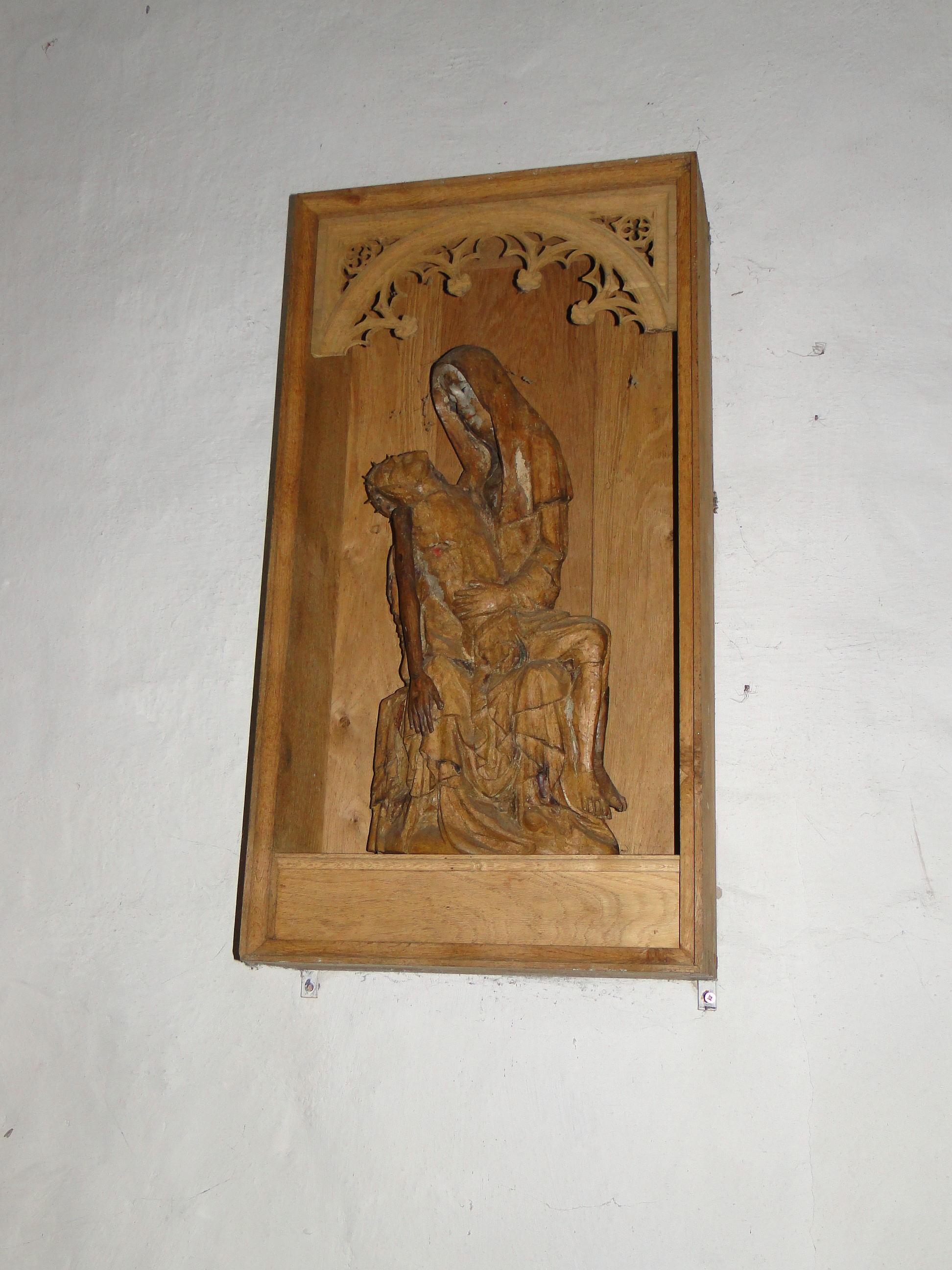
Die in Holz gerahmte Pieta (2011)

An der östlichen Südwand steht als Lesepult der Brüstungskorb aus den Resten einer ehemaligen Renaissance-Kanzel, eine handwerksmäßig ausgeführte Schnitzarbeit in Eichenholz von Ende des 17. Jahrhunderts. Die Kanzel und auch das Altarbild sind Stiftungen vom Partonatsgeschlecht von Weltzien.
Das von Ilsabe von Weltzien gestiftete ungewöhnliche Altargemälde Um die strahlende Ostersonne befinden sich die vier Evangelisten hatte 1689 der Schweriner Hofmaler Johannes Friedrich Wilde gefertigt. Der Kruzifix von 1699 stammt laut Inschrift von Hans Riedtmeister und wurde im 19. Jahrhundert einfach übermalt.
Die hölzerne Pietà mit der Darstellung des toten Jesus nach der Kreuzabnahme auf dem Schoß seiner trauernden Mutter aus Mitte des 15. Jahrhunderts war ursprünglich bemalt. Nach der Restaurierung 1989 wurde sie durch das Institut für Denkmalpflege Schwerin in ein neu geschnitzten Schrein untergebracht. Die Pieta hatte mit dem Kruzifix über Jahre auf dem Dachboden der Krakower Kirche gelegen und waren verdreckt.
Vom Holzwurm befallen, wurde die Pieta 1935 durch den Patron der Kirche dem Konservator des städtischen Museums in Rostock, Herrn Bölkow, zur Restaurierung anvertraut. Propst Brose aus Krakow berichtete am 30. Mai 1935 dem Oberkirchenrat in Schwerin: Ich habe jetzt die erneuerte Pieta in Augenschein genommen, die nach meiner Überzeugung durchaus sachlich bearbeitet worden ist, sodass ihr ohne Bedenken ein Ehrenplatz in der Kirche zugewiesen werden kann. Ende 1989 erfolgte die letzte Restaurierung durch den Restaurator Fred Kluth aus Neu Mistorf.
Zur 725-Jahr-Feier von Alt Sammit 1999 sagte Siegfried Frey, der katholische Diakon von Krakow, dazu: Es ist sicher, dass dieses Bild im kleinen, unbedeutenden Dorf Alt Sammit nicht nur sein größter Schatz ist, sondern nach den Mauern der Kirche auch das älteste Zeugnis christlichen Glaubens ist. Doch immer unbeantwortet wird wohl die Frage bleiben, wie und woher diese Kostbarkeit hierher gekommen ist.
Die Gedenkplatte und die Weltzienschen Wappen waren schon vor 1980 verschwunden.

### Kirchhof
Auf dem Kirchhof befindet sich die Erbbegräbnisstätte der Familie von Weltzien. Dort wurden auch fünf Mitglieder der Familie, die zwischen 1954 und 2004 verstorben sind, bestattet. Der bekannteste unter ihnen ist Wolf Lüdeke von Weltzien (1926–2004), der Genealoge und Autor war.

## Heutige Kirchengemeinde
Alt Sammit gehört zur Evangelisch-Lutherischen Kirchengemeinde Krakow, zu der auch Dobbin, Linstow, Karow und Krakow gehören. Die Propstei befindet sich in Rostock im Kirchenkreis Mecklenburg in der Evangelisch-Lutherischen Kirche in Norddeutschland.

### Pastoren
Namen und Jahreszahlen bezeichnen die nachweisbare Erwähnung als Pastor, Alle Pastoren hatten ihre Pfarrstelle in Krakow am See.
- 1878–1910 Gustav Johann Christoph Heinrich Grohmann, vorher Kirch Mummendorf.[23]
- 1912–1929 Gustav Stolzenberg.
- 1938–1946 Friedrich Heinrich Kurt Felix von Amsberg.[24]
- 1945–1946 Helmut König.
- 1946–1968 Johannes Schenk.

### Ungedruckte Quellen
- Landeshauptarchiv Schwerin (LHAS)
  - LHAS 1.5-4/3 Urkunden Kloster Dobbertin
  - LHAS 3.2-3/1 Landeskloster/Klosteramt Dobbertin
  - LHAS 5.11-2 Landtagsversammlungen, Landtagsverhandlungen, Landtagsprotokolle, Landtagsausschuss
  - LHAS 5.12-7/1 Mecklenburg Schwerinsches Ministerium für Unterricht, Kunst, geistliche Medizinalangelegenheiten.
- Landeskirchliches Archiv Schwerin (LKAS)
  - LKAS, OKR Schwerin, Personalia und Examina.
  - LKAS, OKR Schwerin, Specialia, Abt. 1 und 2, Alt Sammit
  - LKAS, OKR Schwerin, Alt Sammit, Bauten, Nr. 006. Verfallene Kirche. Wiederaufbau. Erneuerung der Familiengruft von Weltzien an der Kirche 1916–1991.
  - LKAS, OKR Schwerin, Nr. 007 Kirchhof 1859–1992.
- Landesamt für Kultur und Denkmalpflege Mecklenburg-Vorpommern
  - Abt. Landesdenkmalpflege, Archiv, Alt Sammit 1847–2004.

### Gedruckte Quellen
- Mecklenburgisches Urkundenbuch (MUB)